# Paracarnus
Paracarnus is een geslacht van wantsen uit de familie van de Miridae (Blindwantsen). Het geslacht werd voor het eerst wetenschappelijk beschreven door William Lucas Distant in 1884.

## Soorten
Het genus bevat de volgende soorten:

- Paracarnus antilleanus (Distant, 1904)
- Paracarnus cubanus Bruner, 1934
- Paracarnus elongatus Distant, 1884
- Paracarnus grenadensis Distant, 1904
- Paracarnus guadeloupensis Carvalho, 1985
- Paracarnus haitianus Carvalho, 1952
- Paracarnus maestralis Bruner, 1934
- Paracarnus marginalis Maldonado, 1969
- Paracarnus myersi China, 1931
- Paracarnus puncticollis (Motschulsky, 1863)